# Campolongo Maggiore
Campolongo Maggiore är en ort och kommun i storstadsregionen Venedig, innan 2015 provinsen Venedig, i regionen Veneto i Italien. Kommunen hade 10 680 invånare (2018).